# Eleocharis amazonica
Eleocharis amazonica är en halvgräsart som beskrevs av Charles Baron Clarke. Eleocharis amazonica ingår i släktet småsäv, och familjen halvgräs. Inga underarter finns listade i Catalogue of Life.